# کنگومبه، آنگولا
کنگومبه (به انگلیسی: Cangumbe) شهری در استان موشیکو واقع در کشور آنگولا است که در سال ۲۰۰۹ میلادی ۴٬۸۴۹ نفر جمعیت داشته‌است.